# Gunung Tunyang
Gunung Tunyang is een bestuurslaag in het regentschap Bener Meriah van de provincie Atjeh, Indonesië. Gunung Tunyang telt 378 inwoners (volkstelling 2010).